# Teleoceras
Teleoceras és un rinoceront extint. Aquest gènere inclou diverses espècies que visqueren entre el Miocè inferior i el Pliocè superior.

## Aspecte i mode de vida
Teleoceras era un rinoceront de quatre metres de llarg amb forma d'hipopòtam, amb un cos llarg i pesant i potes curtes i romes. Possiblement estava més ben adaptat per moure's a l'aigua que a la terra, tot i que les seves dents mostren que Teleoceras s'alimentava de plantes terrestres. Tenia una petita banya en forma de con al musell. També tenia uns ullals afilats i allargats que probablement li servien per defensar-se.

## Fòssils
S'han trobat fòssils de Teleoceras en moltes localitats de Nord-amèrica, així com Hondures, Egipte i Ucraïna. El gran nombre de fòssils de Teleoceras trobat en algunes localitats suggereix que era un animal molt comú que vivia en ramats.